# Maragatería
La Maragatería es una comarca española situada en la zona central de la provincia de León, en la comunidad autónoma de Castilla y León.

## Toponimia

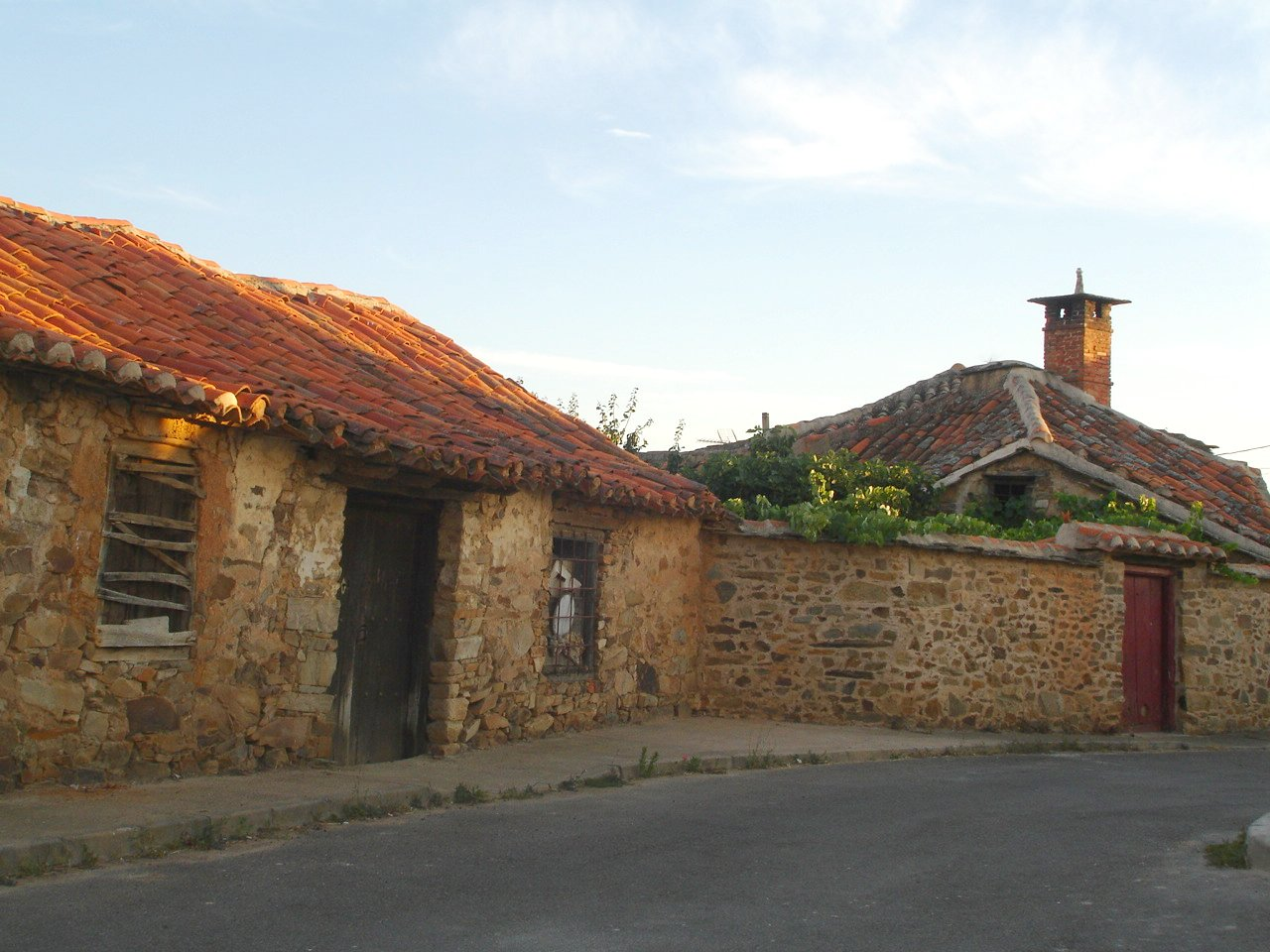
Construcciones típicas maragatas en Valdespino de Somoza

Los habitantes de la región la llaman País de los Maragatos, y anteriormente era llamada la Somoza. Se han dado varias hipótesis respecto al origen del nombre maragato:
- Inicialmente se pensaba que derivaba de la expresión latina mauri capti (moros capturados, cautivos), haciendo referencia a un supuesto origen bereber.
- Otras tradiciones pretendieron establecer cierta relación entre el nombre maragato con el rey Mauregato, quizá porque también se ha supuesto un origen musulmán o árabe para el famoso rey astur.
- El catedrático de la Universidad de León, Laureano Rubio, sostiene que, en realidad, el nombre de maragato procede de los tiempos de la arriería, cuando los somozanos llegaron a hacerse célebres como comerciantes de pescado. El hecho de transportar productos pesqueros salados desde Galicia (el mar) a Madrid (los Gatos) ofrece una explicación más plausible, aunque poco verosímil.[1][2] Así, el nombre significaría del mar a los gatos, que reducido queda como maragato.[3]

## Límites
Limita al norte con la comarca de La Cepeda, al sur con la comarca de La Valduerna, al oeste con la comarca de El Bierzo y la de Cabrera, y al este con La Vega del Tuerto y La Valduerna.

## Municipios

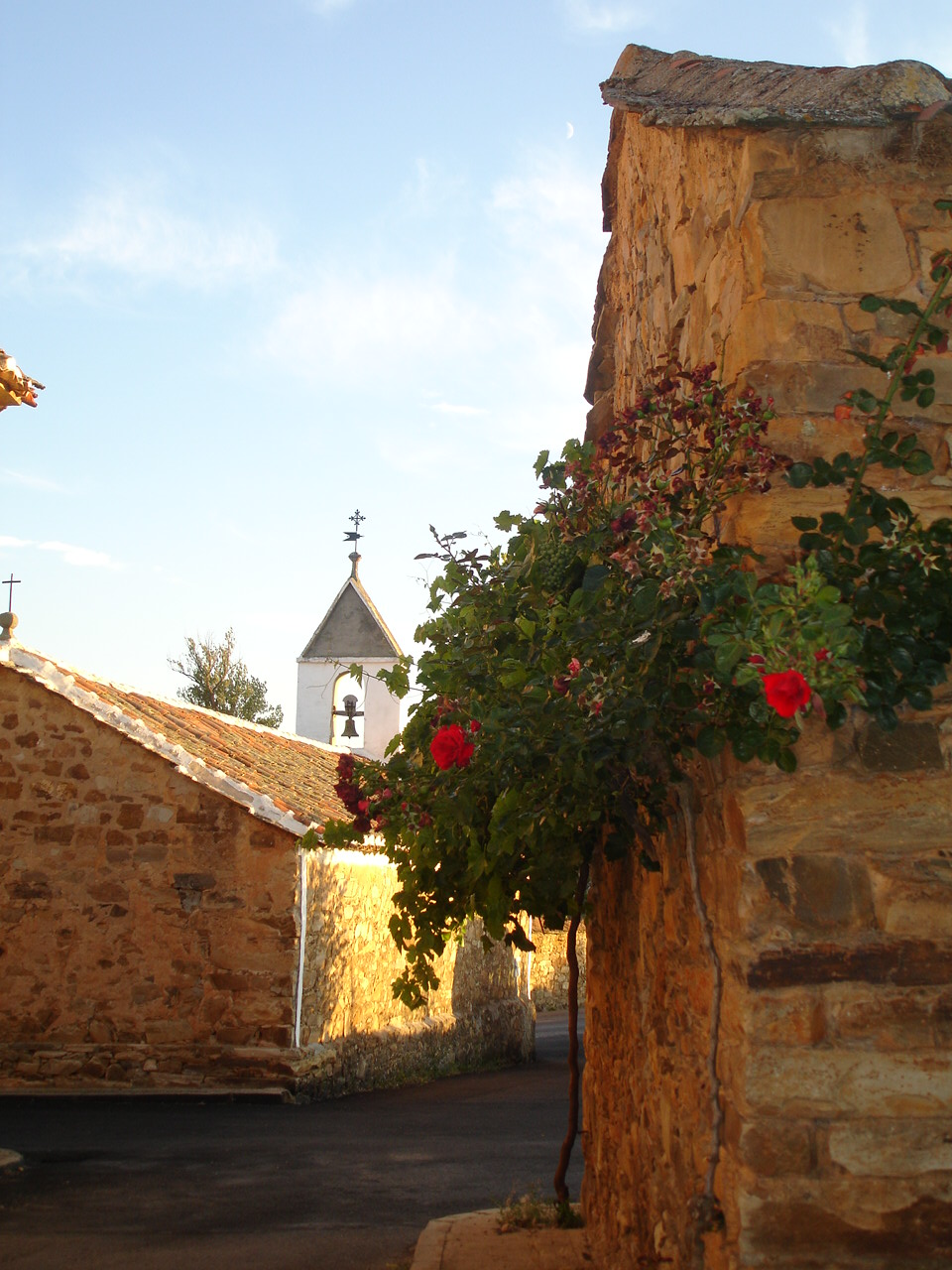
Construcciones típicas maragatas en Valdespino de Somoza

Los municipios que conforman la Maragatería son los siguientes:
- Astorga
- Brazuelo
- Lucillo
- Luyego
- Santa Colomba de Somoza
- Santiago Millas
- Val de San Lorenzo

Su capital económica es la ciudad de Astorga. La capital de la Alta Maragatería actualmente está en Santa Colomba de Somoza, mientras que la capital de la Baja Maragatería está en Santiago Millas. La capital religiosa radica en Luyego de Somoza, lugar donde se encuentra la patrona de los maragatos, Nuestra Señora la Virgen de los Remedios, si bien el obispado se encuentra en la ciudad de Astorga.

## Historia
El territorio de la Maragatería está poblado desde tiempos remotos. Recientes descubrimientos de petroglifos megalíticos, datados por expertos en más de 5000 años, están permitiendo conocer mejor las culturas prehistóricas de la región. Además, han revolucionado las teorías sobre Megalitismo en España, pues esta parte de la provincia de León no se encontraba dentro del área de las culturas megalíticas. Entre otros megalitos, se descubrió en junio de 2009 un menhir.
El primer pueblo que habitó estas tierras del que conocemos su nombre fueron los astures. Más concretamente, era la gens de los amacos, vinculada al monte sagrado del Teleno, que durante el dominio romano recibió culto como Mars Tilenus.
La conquista del territorio astur tras las Guerras Cántabras supuso una nueva reorganización del territorio astur, en el que la Maragatería se convirtió en el centro del Conventus Asturum debido a la fundación de Asturica Augusta, la futura Astorga. Fue creada a partir de un antiguo campamento militar romano y que se convirtió en la capital conventual. La situación del resto de Maragatería durante esta época se conoce poco, pero los restos hallados de una villa romana en el paraje de El Soldán (Santa Colomba de Somoza) permiten hablar de explotación agrícola organizada. También se ha constatado la existencia de varios castros, vinculados con la explotación aurífera de esta zona de las estribaciones de los montes de León, y que supuso uno de los pilares de la economía de la época. Hay varios testimonios arqueológicos de estas extracciones de oro en Fucochico (Luyego de Somoza) o en Tabuyo del Monte, que forman parte del Complejo minero del Teleno.

## Cultura

### Chifla o flauta maragata
La chifla o flauta maragata es el instrumento tradicional más representativo de la comarca de La Maragatería, aunque su uso está extendido a toda la provincia.
La chifla está ligada en su uso al tamboril, y su aprendizaje se centra sobre todo a la tradición familiar o a los tamborileros de la comarca. En los últimos años, el Ayuntamiento de León ha ofrecido cursos de chifla y tamboril.
En muchas comarcas de la provincia de León la chifla ha sido arrinconada por otros instrumentos como la dulzaina o el acordeón en las fiestas tradicionales.

### Lingüística
La lengua predominante es el castellano, pero con importante influencia y presencia del leonés en la variedad local conocida como maragatu. Pese a estar en peligro de desaparición, son diversas las iniciativas que desde las administraciones de la comarca se realizan para conservar y revitalizar el habla tradicional de la zona, como cursos o certámenes de relatos.

### Gastronomía
De entre la variada gastronomía de la zona, es sin duda destacable el cocido maragato. Se trata de un cocido que tradicionalmente alimentaba a los trabajadores del campo en una sola comida para un duro día de trabajo. El Cocido Maragato consta básicamente de los elementos del campo, sopa, berza, garbanzos y siete tipos de carnes. Se trata de un plato muy celebrado en Astorga o los pueblos de su comarca como Castrillo de los Polvazares, Santiago Millas o Santa Colomba de Somoza. Una de las características más resaltadas de este cocido es que, en los tres vuelcos, se sirve 'al revés', de forma que primero van las carnes del cocido, luego las verduras, y se acaba con la sopa.
Otro producto gastronómico propio de la comarca es la cecina: allí se produce la mayor parte de las englobadas bajo el marchamo cecina de León.

### Literatura
- Espina, Concha (2007). La esfinge maragata. Ediciones Leonesas. ISBN 978-84-400-1451-1.